# Кучук-Мин
Кучу́к-Мин (укр. Кучук-Мін, крымскотат. Küçük Miñ, Кучюк Минъ) — исчезнувшее село в Нижнегорском районе Республики Крым, сейчас — район на западе современного села Изобильное.

## История
Первое документальное упоминание села встречается в Камеральном Описании Крыма… 1784 года, судя по которому, в последний период Крымского ханства Кучук Меек входил в Таманский кадылык Карасъбазарскаго каймаканства. После присоединения Крыма к России (8) 19 апреля 1783 года, (8) 19 февраля 1784 года, именным указом Екатерины II сенату, на территории бывшего Крымского Ханства была образована Таврическая область и деревня была приписана к Левкопольскому, а после ликвидации в 1787 году Левкопольского — к Феодосийскому уезду Таврической области. После Павловских реформ, с 1796 по 1802 год, входила в Акмечетский уезд Новороссийской губернии. По новому административному делению, после создания 8 (20) октября 1802 года Таврической губернии, Кучук-Мин был включён в состав Урускоджинской волости Феодосийского уезда.
По Ведомости о числе селении, названиях оных, в них дворов… состоящих в Феодосийском уезде от 14 октября 1805 года , в деревне, записанной как одна Леянь, числилось 16 дворов и 93 жителя. На военно-топографической карте генерал-майора Мухина 1817 года деревни Кучук мин и Биюк минобозначены вместе с 27 дворами в обеих. После реформы волостного деления 1829 года Мин, вновь как одну деревню, согласно «Ведомости о казённых волостях Таврической губернии 1829 года», отнесли к Бурюкской волости (переименованной из Урускоджинской. На карте 1836 года в деревне 30 дворов, как и на карте 1842 года.
В 1860-х годах, после земской реформы Александра II, деревню приписали к Шейих-Монахской волости. Согласно «Памятной книжке Таврической губернии за 1867 год», деревня, под общим названием Мин, была покинута жителями в 1860—1864 годах, в результате эмиграции крымских татар, особенно массовой после Крымской войны 1853—1856 годов, в Турцию и оставалась в развалинах. В «Списке населённых мест Таврической губернии по сведениям 1864 года», составленном по результатам VIII ревизии 1864 года, записана уже Шатиловка, или 2 участка деревни Тамак, а также Кучук-Мин и Биюк-Мин — всё вместе владельческое русское село с 30 дворами и 135 жителями при реке Биюк-Кара-Су. На карте Шуберта 1865 года ещё обозначен Кучук Мын, а на карте, с корректурой 1876 года — уже сельцо Шатиловка. В дальнейшем в доступных источниках поселение под таким названием не встречается.